# Szpunt

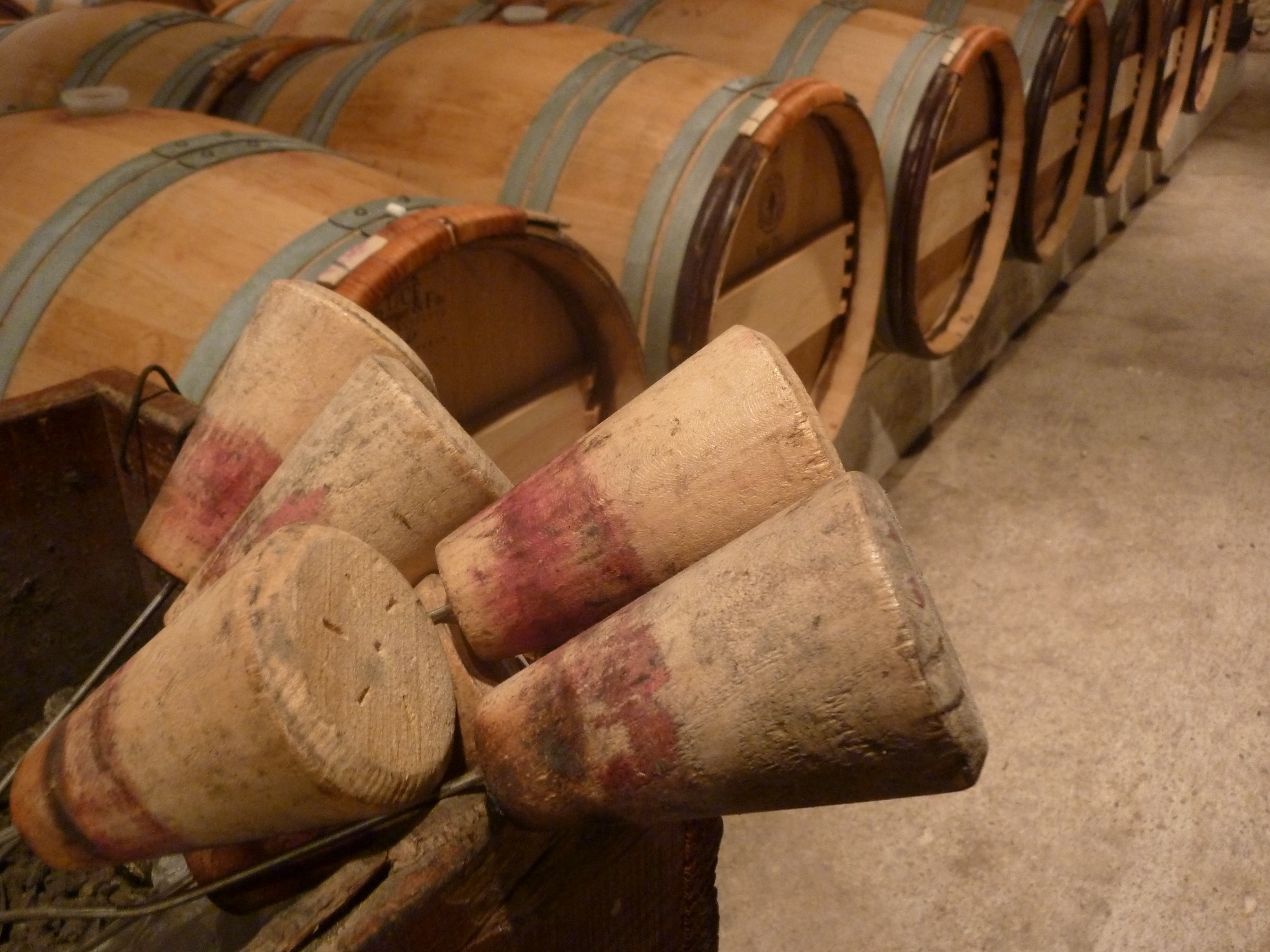
Szpunty, w tle beczki

Szpunt, czop – mały drewniany kołek, zwykle stożkowy, służący do zatykania otworu w beczce, czyli szpuntowania.
Zamknięcia takie stosowano najczęściej w beczkach nalewnych z klepek dębowych. Aby odszpuntować beczkę, nie wyciągało się czopa, lecz w jej ścianę wbijało (młotkiem) kran. Niektóre szpunty były zaopatrzone w kranik.

## Inne znaczenia
Nazwą szpunt lub szpuntowanie określa się także łączenie polegające na osadzeniu kołka w otworze – na przykład bagnet szpuntowy mocowany był w otworze lufy muszkietu.
Szpunt to także zamknięcie krytych drewnianych piszczałek organowych.